# Guillermo Fatás Cabeza
Guillermo Fatás Cabeza (né à Saragosse en 1944) est un historien, docteur en philosophie et en lettres et professeur en histoire antique à l'Université de Saragosse.

## Biographie
Il travaille souvent en collaboration avec José Ángel Sesma Muñoz. Il a été le Doyen de la Faculté de philosophie et de lettres et Vice-recteur de l'Ordre académique dans cette Université.
Il a dirigé l'Institución Fernando el Católico de 1993 à 2000. De 2000 à juin 2008, il est le directeur du périodique Heraldo de Aragón.
Il reçoit des distinctions comme la Croix au Mérite militaire, la Médaille d'argent de la ville de Saragosse et le Prix Aragon (1995), la distinction maximale accordée par cette communauté autonome.

## Œuvres
- (es) Sobre algunos manuales soviéticos de Historia Antigua, Zaragoza, 1974;
- (es) « Excavaciones en Castillo de Miranda (Juslibol, Zaragoza) », Noticiario Arqueológico Hispánico, Madrid, 1972, pp. 227-269;
- (es) Zaragoza, 1563, Zaragoza, 1974 (en colab. con G. M. Borrás);
- (es) « La Antigüedad », en Los Aragoneses, Madrid, 1977 (E. Fernández, dir.), pp. 67-92;
- (es) « Hispania entre Catón y Graco », Hispania Antigua, V, Valladolid, 1977, pp. 269-313;
- (es) « Consideraciones sobre el colonato romano », Memorias de Historia Antigua, II, Oviedo, 1978, pp. 181-198 (colab. avec F. Marco);
- (es) « El vilicus en Hispania, Caesaraugusta », 45-46, Zaragoza, 1978, pp. 113-148;
- (es) « Para una biografía de las murallas y puente de piedras de Zaragoza », Homenaje a don José María Lacarra, Zaragoza, 1977, pp. 305-328;
- (es) La bandera de Aragón, Zaragoza, 1978 (colab. avec Guillermo Redondo Veintemillas);
- (es) Aragón, nuestra tierra, Zaragoza, 1978 (2.ª ed., avec E. Fernández);
- (es) Lo que el mundo antiguo escribió sobre Caesaraugusta, Zaragoza, 1978;
- (es) Los pueblos antiguos del Pirineo aragonés, Zaragoza, 1979;
- (es) Diccionario de términos de arte y arqueología, Zaragoza, 1980 (avec G. M. Borrás);
- (es) « Romanos y celtíberos citeriores en el siglo i a. de C. », Caesaraugusta, 53-55, Zaragoza, 1981, pp. 191-234;
- (es) I Concilio Cesaraugustano, dir., Zaragoza, 1981;
- (es) Contrebia Belaisca. II Tabula Contrebiensis, Zaragoza, 1981;
- (es) Guía histórico-artística de Zaragoza, 1982;
- (es) La antigüedad cristiana en el Aragón romano, 1982;
- (es) Aragoneses, 1983; Aragoneses ilustres, 1984 (colab. avec María Dolores Albiac);
- (es) Enciclopedia temática de Aragón, 1986-1994 (avec A. Beltrán y G. Redondo);
- (es) Los celtas en el Valle medio del Ebro, 1989;
- (es) Heráldica aragonesa: Aragón y sus pueblos, 1990;
- (es) Historia de Aragón, 1991;
- (es) Blasón de Aragón: el escudo y la bandera, 1995 (colab. avec Guillermo Redondo Veintemillas);
- (es) Antología de textos para el estudio de la Antigüedad en el territorio del Aragón actual, 1993;
- (es) El Imperio Romano, 1995 (colab. avec Joël Le Gall et M. Le Glay);
- (es) Los Julio-Claudios y la crisis del 68, 1995;
- (es) Historia de Zaragoza, 1997 (colab. avec M. Beltrán Lloris);
- (es) Materiales para un curso de historia antigua de la península Ibérica, 1997 (colab. avec A. Orejas y P. López Barja);
- (es) El Escudo de Aragón: V Centenario, 1949-1999, 1999 (colab. avec Guillermo Redondo Veintemillas)